# Dalton (Ohio)
Dalton és una població dels Estats Units a l'estat d'Ohio. Segons el cens del 2000 tenia 1.605 habitants.

## Demografia
Segons el cens del 2000, Dalton tenia 1.605 habitants, 605 habitatges, i 456 famílies. La densitat de població era de 507,9 habitants per km².
Dels 605 habitatges en un 38% hi vivien nens de menys de 18 anys, en un 62,8% hi vivien parelles casades, en un 10,1% dones solteres, i en un 24,5% no eren unitats familiars. En el 21,2% dels habitatges hi vivien persones soles el 8,3% de les quals corresponia a persones de 65 anys o més que vivien soles. El nombre mitjà de persones vivint en cada habitatge era de 2,65 i el nombre mitjà de persones que vivien en cada família era de 3,09.
Per edats la població es repartia de la següent manera: un 29% tenia menys de 18 anys, un 7,4% entre 18 i 24, un 31,5% entre 25 i 44, un 21,7% de 45 a 60 i un 10,3% 65 anys o més.
L'edat mediana era de 35 anys. Per cada 100 dones de 18 o més anys hi havia 93,7 homes.
La renda mediana per habitatge era de 45.078 $ i la renda mediana per família de 51.838 $. Els homes tenien una renda mediana de 67.045 $ mentre que les dones 22.500 $. La renda per capita de la població era de 18.355 $. Aproximadament el 2,7% de les famílies i el 4,5% de la població estaven per davall del llindar de pobresa.

## Poblacions més properes
El següent diagrama mostra les poblacions més properes.